# André Renard (homme politique)
Pour les articles homonymes, voir André Renard et Renard (homonymie).
André Renard, né à Nevers le 14 juin 1861, et mort à Clamecy le 11 octobre 1944, est homme politique français.

## Biographie
Pharmacien à Clamecy, il fonde le syndicat agricole et viticole de l'arrondissement de Clamecy. Juge, puis président du tribunal de commerce de Clamecy, il est aussi membre de la chambre de commerce de Nevers.
Adjoint, puis maire de Clamecy (1913-1919 et 1923-1935), il est conseiller d'arrondissement en 1892 et président de ce conseil
Élu député de la Nièvre de 1906 à 1924, siégeant au groupe de la Gauche radicale. Il est ministre du Travail et de la Prévoyance sociale du 12 septembre 1917 au 15 novembre 1917 dans le Gouvernement Paul Painlevé (1).
Il préside le Parti républicain, radical et radical-socialiste en 1918-1919, avant sa reprise en main par Edouard Herriot.